# Pierre Marsan (Sportschütze)
Pierre Magde Félicien Jean Marsan (* 16. August 1916 in Monaco; † 14. August 2008 in Roquebrune-Cap-Martin, Frankreich) war ein monegassischer Sportschütze. 
Er nahm im Liegendschießen mit dem Kleinkalibergewehr an den  Olympischen Sommerspielen 1936 (65. Platz), 1948 (52. Platz), 1952 (46. Platz) und 1960 (48. Platz) teil.